# Puerto-Rico-Tangare
Die Puerto-Rico-Tangare (Nesospingus speculiferus), auch Brustflecken-Inseltangare genannt, ist eine Singvogelart, die auf der Karibikinsel Puerto Rico endemisch vorkommt.

## Merkmale
Puerto-Rico-Tangaren sind mittelgroße Singvögel mit einem graubraunen Rücken und einer weißlichen, mit feinen braunen Strichen versehenen Bauchseite. Männchen und Weibchen unterscheiden sich äußerlich kaum. Der Kopf ist relativ groß, der Hals ist kurz und dick. Die Flügel und der Schwanz sind mittellang. Der Schnabel ist mittellang, kräftig und leicht erhöht. Die Beine und die Füße sind klein und stämmig.

## Lebensraum und Lebensweise
Puerto-Rico-Tangaren leben in Bergwäldern, in feuchten Tieflandwäldern, Wäldern mit einem großen Palmenbestand, Kaffeeplantagen und Dickichten von 200 Metern bis in Höhen von 1400 Metern. Sie ernähren sich von Wirbellosen, z. B. von Insekten oder Schnecken, aber auch von kleinen Wirbeltieren, wie Frösche und Echsen, außerdem von Früchten und Samen. Die Brutbiologie der Puerto-Rico-Tangaren ist bisher kaum bekannt. Die Nester sind offen und napfförmig und werden in kleinen Bäumen vor allem aus Gras und Federn errichtet. Das Gelege umfasst zwei bis drei Eier. Ob die Jungvögel von beiden Elternteilen gefüttert werden oder ob beide brüten, ist unbekannt.

## Systematik
Die Puerto-Rico-Tangare wurde 1875 durch den US-amerikanischen Amateurornithologen George Newbold Lawrence erstmals beschrieben. Sie wurde lange Zeit in die Familie der Tangaren (Thraupidae) gestellt. Erst genaue phylogenetische Untersuchungen ergaben, dass die Puerto-Rico-Tangare nah mit den Palmtangaren (Phaenicophilidae) aus Hispaniola und den karibischen Streifenkopftangaren (Spindalis, Familie Spindalidae) verwandt ist und zu einer Radiation von Singvögeln in der Neuen Welt gehört, die durch neun sichtbare Handschwingenfedern gekennzeichnet ist. Die Puerto-Rico-Tangare wurde im Jahr 2013 in eine eigenständige Familie, die Nesospingidae, gestellt.